# AC50
La clase AC50 (America’s Cup 50 pies) es una clase de catamarán hidroala, definida el 31 de marzo de 2015 por el ACEA para la construcción de embarcaciones destinadas a competir en la regata de la Copa América 2017, incluyendo la Copa Louis Vuitton. Esta clase reemplazó a la clase AC62 de mayor tamaño.